# Senožeti, Zagorje ob Savi
Senožeti este o localitate din comuna Zagorje ob Savi, Slovenia, cu o populație de 21 de locuitori.